# Enrique Medina Rodríguez
Enrique Medina Rodríguez (Santa Cruz de Tenerife, 25 de setembre de 1967) és un exfutbolista professional canari, que ocupava la posició de defensa.

## Trajectòria
Comença a destacar a les files del CD Tenerife a la campanya 87/88, amb els canaris a Segona Divisió. Eixe any és titular, igual que a la campanya posterior, que culmina amb l'ascens dels tinerfenys a primera divisió.
A la màxima categoria, el defensa disputa 27 partits a la 89/90, però a la següent perd la condició de titular i només apareix en nou ocasions.
L'estiu del 1991 fitxa pel CE Sabadell, i el 1993, ho fa per l'Hèrcules CF, amb qui disputa dues campanyes a Segona Divisió, en les quals hi juga 49 partits i marca dos gols per als alacantins.
Un cop retirat esdevingué entrenador.